# Schiavetti Lamiere Forate
 (avril 2020).
Pour les articles homonymes, voir Schiavetti.
Schiavetti Lamiere Forate est une entreprise italienne opérant dans le secteur de la métallurgie, fondée à Gênes en 1861, et de nos jours située à Stazzano. Elle est spécialisée dans la production de tôle perforée, de tôle gaufrée et de profilé métallique.

## Histoire
Le fondateur, Daniele Schiavetti, a commencé une activité artisanale de travail du fil métallique pour la construction de cages pour animaux dans les années où les familles génoises les plus riches ont acheté des animaux exotiques pour leurs maisons privées. Les cages étaient utilisées pour la capture et le transport par bateau.
Felice Schiavetti & figli SpA est née de Daniele Schiavetti en 1900 et en 1923 la production de tôles perforées a commencé. Au fil des ans, la production s'est adaptée au changement historique / social italien, se transformant d'un atelier à une industrie et acquérant des machines à haut rendement pour le travail du métal sous diverses formes.
En 1943, Felice Schiavetti quitte Gênes, la ville d'origine de la famille, pour se déplacer vers l'intérieur des terres, aux portes du Val Borbera, dans le but d'éviter les bombardements qui ont frappé à plusieurs reprises la ville ligure pendant la Guerre.
En 1955, la première ligne de perforation à passage intégral à partir de rouleaux a été achetée et en 1958, la production de métal déployé a commencé. En 1962, Schiavetti participe à la fondation d'Europerf.
L'usine de Stazzano (Alessandria) a été construite en 1964 ; elle est depuis le siège de production et juridique de l'entreprise. En 1976, la production de filets en acier à haute résistance SovatecC a commencé.
En 1993, Schiavetti est divisée en 4 sociétés : Schiavetti Lamiere forate, RGS, Sovatec et Telemetalliche. En 2003, la production de filets en polyuréthane a commencé. 
Schiavetti Lamiere forate a acquis Profilati Leggeri Cogoleto, spécialisée dans la production de profilés métalliques en 2008. Depuis 2009, elle produit également des tuyaux perforés. En 2019, Schiavetti Lamiere forate emploie plus de 70 employés, y compris des travailleurs et des employés, opérant en Italie et à l'étranger.

## Secteurs de marché
Les produits fabriqués par Schiavetti ont de multiples usages dans différents secteurs industriels :
- Agriculture (machines agricoles, séchoirs, filtration, plans de tamisage)
- Automobile (éléments esthétiques et fonctionnels tels que voitures, camions, tracteurs, masques de silencieux)
- Sécurité (planchers et clôtures antidérapants Aderstop, boîtier de protection pour machines-outils)
- Insonorisation (panneaux pour barrières d'insonorisation routière et ferroviaire)
- Filtration (pour le traitement de l'air, de l'eau, des huiles et des produits chimiques)
- Électroménagers (filtres pour lave-vaisselle, paniers pour lave-linge, panneaux pour fours à micro-ondes)
- Industrie agroalimentaire (plateaux pour fours industriels, technologie du froid, paniers pour friteuses, pressoirs à fruits et légumes, cuiseurs à pâtes)
- Bâtiment (façades, toitures, faux plafonds, escaliers, mezzanines)
- Mobilier (mobilier urbain, bancs, mobilier de jardin)
- Chantiers navals (passerelles, chemins de câbles, escaliers, plates-formes).

## Créations
Parmi les créations Schiavetti les plus importantes sont :
- Production de tôles d'aluminium perforées pour le revêtement de l'hôpital San Gerardo de Monza [1]
- Production de tôles perforées en acier inoxydable pour le réaménagement de la gare maritime du port de Gênes[2]
- Tôles déployées pour les deux tours de San Benigno (GE-Sampierdarena)[3]